# Keijia mneon
Keijia mneon är en spindelart som först beskrevs av Friedrich Wilhelm Bösenberg och Embrik Strand 1906.  Keijia mneon ingår i släktet Keijia och familjen klotspindlar. Inga underarter finns listade i Catalogue of Life.